# 柠檬水大亨
《柠檬水大亨》（英語：Lemonade Tycoon），又稱《柠檬水公司》（英語：Lemonade Inc.），是一個由JAMDAT移动公司所开发的Adobe Shockwave經營模擬遊戲，目前最新版本为《柠檬水大亨2》。玩家在遊戲中需要通过销售柠檬水来获得资金以继续下一次的销售。《柠檬水大亨》一共有三个遊戲模式：第一种模式是金钱模式，即在最短时间内获得最多的资金；第二种模式是时间模式，即在最短的时间中偿付所有的欠款；第三种模式为帝国模式，即在不限制的时间内建立起自己的柠檬帝国。目前最新版本《柠檬水大亨》的中心地点为纽约。
當在出售柠檬水時，玩家需要顧及多個項目。玩家需要先擬定柠檬水配方，並決定其價格、發售地點等。此遊戲亦設有天氣系統和新聞系統，而天氣的改變和新聞都會影響柠檬水的銷量。若果要解決一些問題，如排長隊和存貨，玩家可以購買提升。

## 遊戲內容

### 遊戲模式
玩家可以在《柠檬水大亨》的三个模式中任擇其一開始遊戲。這三个模式分別是：金钱模式、时间模式和帝国模式。金钱模式要求玩家在最短时间内賺取最多资金，时间模式要求玩家在30天內偿還所有債務，而帝国模式則允許玩家自由進行遊戲。

#### 存貨和耗材
為了能夠製作柠檬水大出售，玩家需要購入各種耗材，其中包括冰、檸檬、糖和杯子。之後，玩家需要決定為柠檬水加入多少耗材，以調製出最受歡迎的柠檬水。

#### 銷售及廣告
玩家亦可以在遊戲中賣廣告。每天，玩家可以選擇各種形式的廣告推銷自己的產品，並付出相應份量的金額。廣告會增加潛在顧客的數量。

#### 升級
玩家可以購買各種升級，但就需要付出一定的金額。各種升級的功效各不同，其中包括減少等候時間、提高知名度、贈送冰塊等。升級攤檔則能提高存貨上限和能應付的顧客量。玩家更能聘請收銀員或小丑，以降低等待時間或提高顧客耐心。

#### 位置
地圖上共有五處可供玩家設置攤檔。部份地區的人流會比其他地區高。每個位置都需要付出不同的租金，但滿意度和人氣也會相應租金提升。人氣也會隨著攤檔變得受歡迎而改變。良好的滿意度和廣告將會為玩家帶來更多的顧客，其中滿意度更會保證顧客再次光顧攤檔。如果隊列並不長，價格合理，且配方受歡迎，則玩家能吸引更多顧客光顧，而滿意度亦會隨之上升。要注意的是，若果玩家遷移攤檔，則其滿意度和人氣也會改變。

#### 遊戲因素
各種新聞會影響柠檬水的銷量。有些新聞會提高玩家的營業額，而有些新聞則可能會損害玩家的業務。每天的新聞都不同，部份新聞只會影響單一地區，而部份則會影響所有地區。除此以外，天氣亦會影響柠檬水的銷量，溫暖和炎熱的天氣能吸引更多顧客，而寒冷的天氣和下雨則會減少顧客的數量。每天的天氣也不同。

## 開發與發布
此遊戲的限時免費版本可於網上多個網站遊玩，而完整版本則需要在付費下載，但就並沒有時間限制。
此遊戲的套裝版包含電腦版、手機版、Windows Mobile版和Palm版。此遊戲亦允許玩家將存檔從一個版本複製去另一個版本中，如將電腦版存檔複製至手機版上。
儘管檸檬水大亨能在多個平台上遊玩，但不同平台版本的《柠檬水大亨》也存在些許相異之處。電腦版本能夠顯示更多詳細資料和信息，全因電腦擁有一個更大的屏幕。而且，電腦版的地圖也因同一個原因而較為全面。相反，手提裝置版本則只能顯示較少信息，且地圖僅顯示遊戲版圖的局部。儘管如此，不同平台的《柠檬水大亨》的使用性和功能性仍然相同。由MacPlay發佈的《柠檬水大亨2：紐約版本》則亦能在Mac OS X上遊玩。
此遊戲的最近更新（1.1.9版）獲更名為「柠檬水大亨豪華版」（Lemonade Tycoon Deluxe），因為它包含一些新關卡，且人工智能亦有改進。於2009年，美國藝電發佈有此遊戲的iPhone版本。

## 評價

### 獎項
《柠檬水大亨》獲得一致好評，並於2002年獲頒Pocket PC雜誌最佳產品獎中的最佳Pocket PC戰略遊戲獎。

### 應用用途
教育網站學習星球（Learning Planet）創造了另一個《柠檬水大亨》作教育用途，主要用來教育學生經濟與資源管理。學習星球版《柠檬水大亨》與原版的遊戲內容相同，只是畫面不同。

## 遊戲來源
《柠檬水大亨》被指與電腦遊戲《檸檬水攤子》 相似。該遊戲是於1973年由鮑勃·賈米森發佈，MECC製造，於1979年被移植至Apple II上。此遊戲亦要求玩家經營柠檬水攤檔，並作出相應的決定。